# Solanum coactiliferum
Solanum coactiliferum är en potatisväxtart som beskrevs av John McConnell Black. Solanum coactiliferum ingår i släktet skattor som ingår i familjen potatisväxter. Inga underarter finns listade i Catalogue of Life.